# Christine Everhart
Christine Everhart i é uma personagem fictícia que aparece nas revistas em quadrinhos americanas publicadas pela Marvel Comics. Criada por John Jackson Miller e Jorge Lucas, sua primeira aparição foi em Iron Man Vol. 3 #75 (Fevereiro de 2004). A personagem tem aparecido nos quadrinhos do Homem de Ferro. Ela trabalha como repórter do Clarim Diário e investigou Tony Stark, também conhecido como Homem de Ferro.
Ela também aparece nos dois primeiros filmes do Homem de Ferro, no primeiro filme escrevendo um reportagem sobre Tony Stark. No Universo Cinematográfico Marvel, ela é uma repórter da Vanity Fair. Ela foi interpretada por Leslie Bibb.

## Biografia ficcional da personagem
Christine Everhart trabalha para o Clarim Diário como repórter investigativa. Como parte de seu trabalho, ela fornece ao Clarim cobertura de notícias sobre a aparição de Tony Stark antes do Senado dos EUA.

## Em outras mídias

Leslie Bibb como Christine Everhart em Homem de Ferro.

Christine Everhart foi adaptada no filme Homem de Ferro (2008), onde ela foi interpretada pela atriz Leslie Bibb. No filme, seu empregador é mudado para a revista Vanity Fair, já que os direitos cinematográficos do Clarim Diário estavam ligados aos filmes do Homem-Aranha na Sony Pictures. Ela aparece primeiro entrevistando Tony Stark (antes dele se tornar o Homem de Ferro) perguntando sobre sua cumplicidade no fato de que os produtos da Stark Industries matam inúmeros civis inocentes. Eles então fazem sexo na Mansão Stark. Quando ela acorda na manhã seguinte, Stark se foi. Ela caminha pela mansão procurando por ele, mas Pepper Potts chega para lhe dar suas roupas, que ela limpou a secou e se apresenta a ela. No final do filme, ela é um dos repórteres perguntando a Stark se ele é o Homem de Ferro.
Bibb reprisou seu papel em Homem de Ferro 2 (2010). No filme, Everhart está escrevendo uma página para Justin Hammer.
No início de julho de 2015, a Marvel Studios iniciou uma campanha de marketing viral para o filme Homem-Formiga (2015) com Leslie Bibb reprisando seu papel como a jornalista Christine Everhart, reportando um programa de notícias falso. No programa, Everhart discute as consequências dos eventos de Avengers: Age of Ultron (2015), a prisão de Scott Lang, e os eventos que levam a Capitão América: Guerra Civil (2016).